# Пстружне
Пстружне (пол. Pstrążne) — колишнє лемківське село, тепер — частина села Бодаки Горлицького повіту Малопольського воєводства Республіки Польща. Належить до ґміни Сенкова.

## Розташування
Лежить у Низькому Бескиді, справа від річки Сенківка.

## Історія
Закріпачене в 1342 р.
До 1945 р. в селі була греко-католицька громада парохії Мацина Велика Горлицького деканату, до якої належало село Вапенне. Метричні книги велися з 1784 р. У селі було переважно лемківське населення: з 260 жителів села — усі 260 українці. 